# Robakowo (województwo kujawsko-pomorskie)
Robakowo (daw. niem. w 1422 r. Robkaw, Robekaw, Robbakau, Robakopha) – wieś w Polsce położona w województwie kujawsko-pomorskim, w powiecie chełmińskim, w gminie Stolno.
We miejscowości znajdują się ośrodek zdrowia oraz szkoła podstawowa. Przez wieś przechodzi droga wojewódzka nr 543.
Pochodzenie nazwy miejscowości stanowi pewną niewiadomą. Nazwa wsi może zarówno wywodzić się od imienia właściciela (tj. Robak), czy też odnosi się do właściwości flory i fauny (tzn. było tutaj dużo robaków).
Na terenie wsi znajduje się Jezioro Robakowskie o powierzchni 24,6 ha. Jak większość jezior na tym terenie ma ok. 10 m w najgłębszym punkcie. Jest ono jeziorem rynnowym.
W roku 1966 powierzchnia wsi wynosiła 6,8 km².

## Podział administracyjny

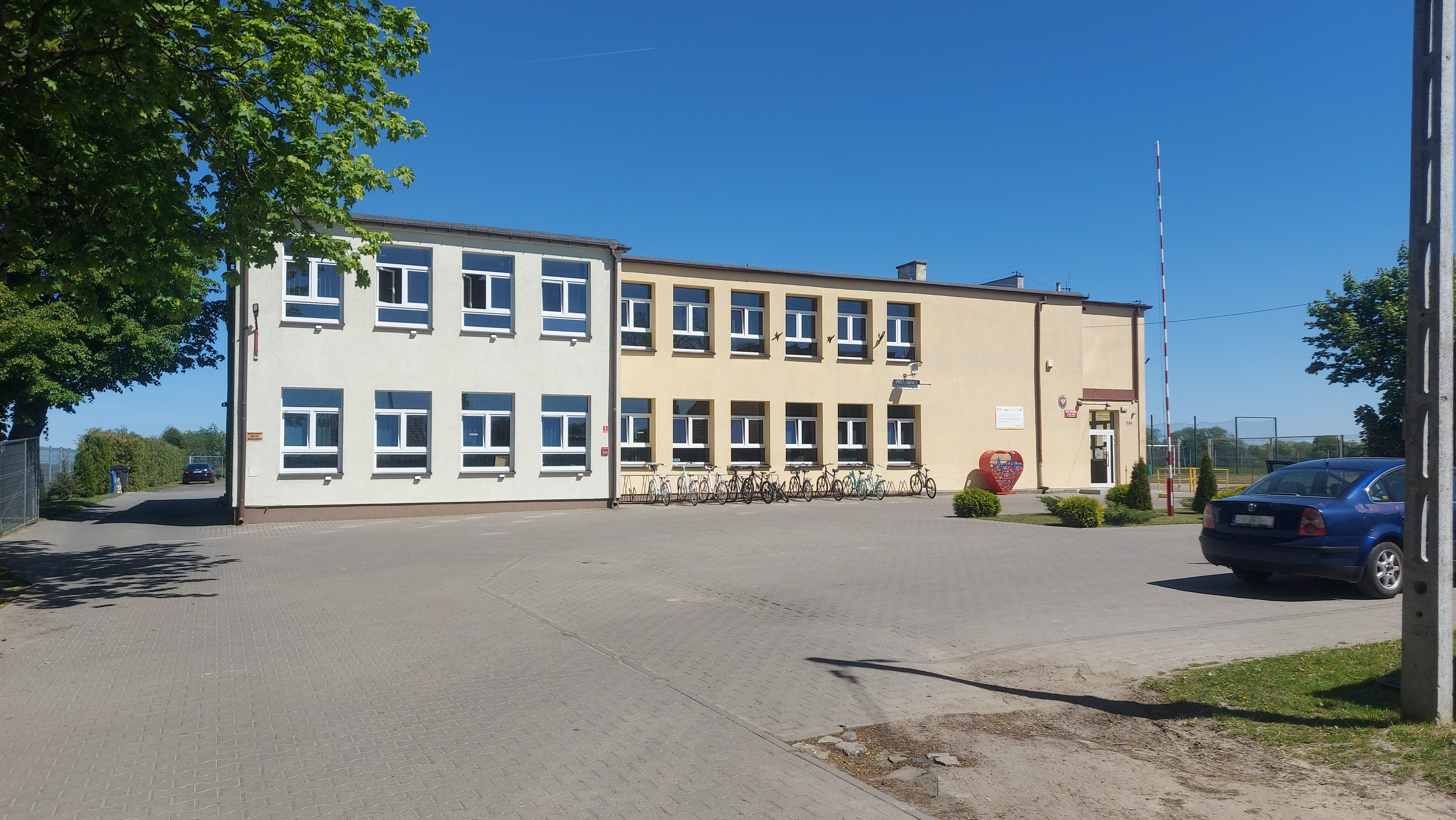
Szkoła podstawowa im. Wojska Polskiego w Robakowie (jedna z tysiąclatek)

Do 1466 r. wieś należała do wójtostwa lipieńskiego w komturii chełmińskiej. Znajdowała się w katolickiej parafii Sarnowo. W latach 1466–1772 znajdowała się w granicach województwa chełmińskiego. W związku z I rozbiorem Polski wieś znalazła się w Królestwie Prus.

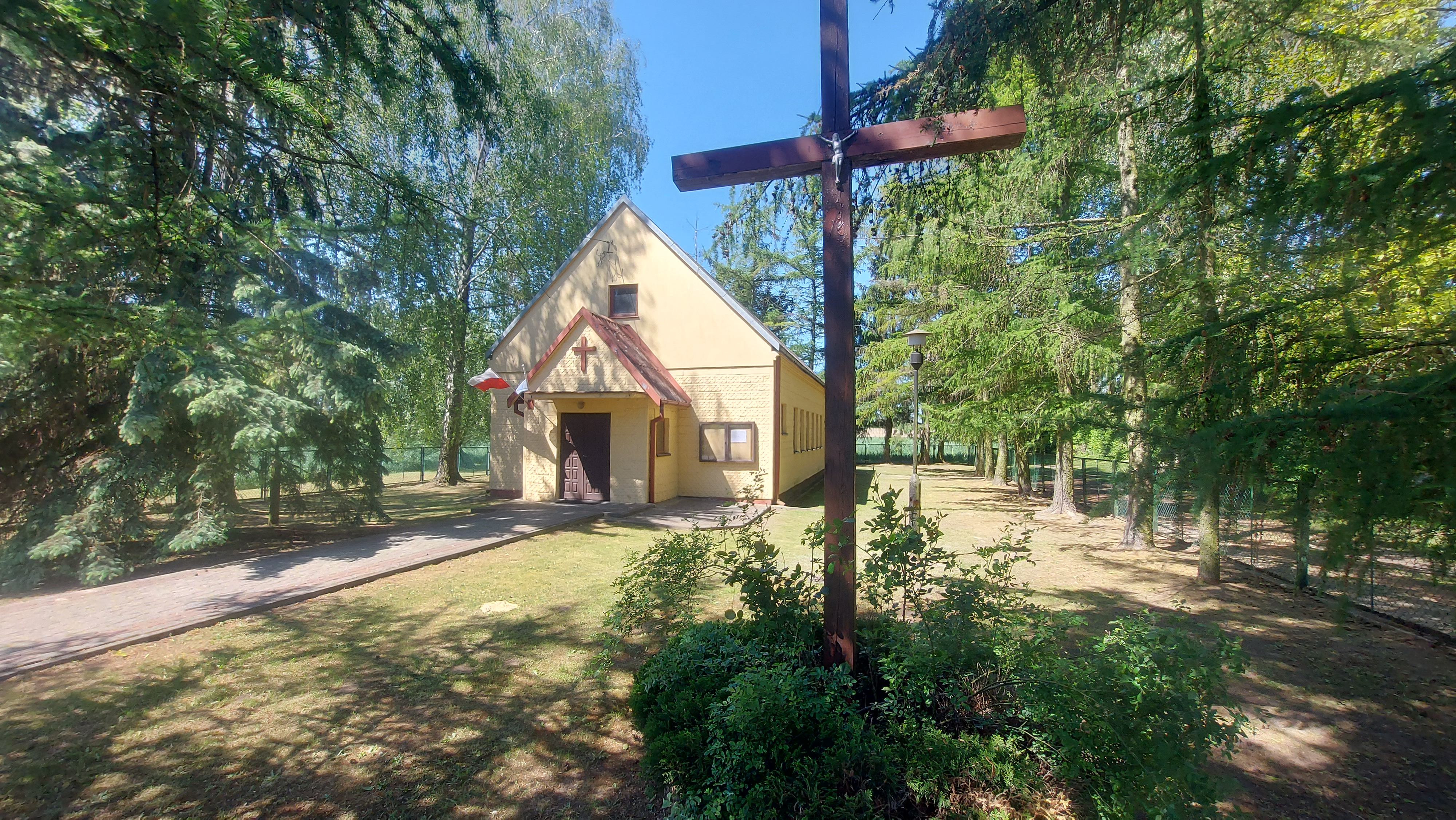
Kaplica w Robakowie

W czasie zależności od Królestwa Prus i Cesarstwa wieś znajdowała się w prowincji Prusy Zachodnie, w rejencji kwidzyńskiej, powiat Kulm.
W latach 1919–1939 i 1945–1950 wieś była w województwie pomorskim, powiecie chełmińskim. W 1935 r. Robakowo zostaje siedzibą gminy Robakowo. Pozostała nią do roku 1954.
W latach 1939–1945 podczas okupacji niemieckiej wieś położona była w powiecie chełmińskim, w rejencji bydgoskiej, w Okręgu Rzeszy Gdańsk-Prusy Zachodnie.
W latach 1950–1954 gmina znajdowała się w województwie bydgoskim, w powiecie chełmińskim.
W latach 1954–1973 była siedzibą gromady Robakowo, w powiecie chełmińskim, w województwie bydgoskim.
W latach 1975–1998 miejscowość położona była w województwie toruńskim.

## Demografia
W 1868 znajdowały się 22 budynki, w tym 10 domostw, a zamieszkiwana była przez 184 mieszkańców (126 katolików, 58 ewangelików). W 1885 znajdowało się 18 domów, a we wsi żyło 227 mieszkańców (201 katolików, 25 ewangelików oraz 1 żyd).
W 1920 r. wieś liczyła 394 mieszkańców.
Według danych Prezydium Powiatowej Rady Narodowej w Chełmnie oraz Powiatowego Inspektoratu Statystycznego w Chełmnie (31 XII 1966 r.) sołectwo Robakowo zamieszkiwane było przez 416 mieszkańców. Była największą wsią gromady Robakowo.
Według Narodowego Spisu Powszechnego (III 2011) wieś liczyła 425 mieszkańców. Jest szóstą co do wielkości miejscowością gminy Stolno.

## Historia
Pierwsza wzmianka o wsi pojawiła się ok. 1301 r. w związku ze uzyskaniem przez nią pozwolenia od wielkiego mistrza Helwiga von Goldbacha na skierowanie wody z Robakowa do Stolna. Warunkiem uzyskania pozwolenia było zobowiązanie się mieszkańców Robakowa do utrzymania rowu w należytym stanie.
Około 1423/1424 r. wieś była własnością rycerską w wójtostwie lipieńskim o powierzchni 34 łanów. Wieś była zobowiązana do wystawienia jednego w zbroi ciężkiej. Możliwe, że tym rycerzem był wzmiankowany w 1422 Kuncze z Robakow (Kuncze z Robakowa). We wsi znajdować się miała karczma.
Po wojnie trzynastoletniej właścicielem wsi został Andrzej Robakowski. W 1509 r. właścicielem został Paweł Sokołowski herbu Pomian, wykupując ją od Andrzeja. We wsi (ok. 1570) mieszkało ok. 9 chłopów oraz znajdowała się karczma, a w tym czasie była ona własnością Tomasza Sokołowskiego.
Pierwsza wzmianka o dworku w Robakowie pochodzą z roku 1667 r. z wizytacyi Strzeszcza. Według tego samego spisu wieś miała być zamieszkana przez trzech kmieci. Sokołowie mieli dawać na msze 2 korce żyta i owsa. W XIX w. istniał tutaj folwark, a wieś obejmowała 584 ha (w tym 3 ha lasu, 12 ha łąk oraz 494 ha gruntów rolnych).
W 1800 r. właścicielami wsi zostali krewni właścicieli Paparzyna (rodziny Reichlów).
W roku 1904 wieś została wykupiona przez Królewsko-Pruską Komisję Osiedleńczą. Cztery lata później dokonano parcelacji znajdującego się tutaj majątku, z którego utworzono 57 nowych gospodarstw. We wsi nie było karczmy, więc była częstym punktem, w którym zatrzymywali się kupcy z Wabcza i Lisewa (budykarze) dowożący towar do miejscowości.
W 1923 r. majątek ziemski Robakowo przejął skarb państwa. Dokonano nowego podziału ziemi dla polskich osadników. Resztówkę wraz z dworem i parkiem wydzierżawiono Boneckiemu. W 1927 r. osiadł we wsi generał Franciszek Zieliński, który mieszkał tu 27 lat. Po II wojnie światowej resztę majątku znacjonalizowano.
W czasie II wojny światowej żołnierze Wehrmachtu oraz Selbstschutzu 09.09.1939 r. rozstrzelali Stefana i Heliodora Skowronów. Na ścianie dawnego posterunku Milicji Obywatelskiej zamieszczona została tablica pamiątkowa ku ich pamięci. Na terenie wsi i okolicach działał (Malankowo, Robakowo i Wabcz) działał V i Vi pluton Polskiej Armii Powstania (PAP) pod dowództwem Stanisława Mastalarka.
W latach 1939–1945 we wsi zostały zorganizowane struktury polityczne NSDAP. Robakowo było jedną z szesnastu grup partyjnych (Ortsgruppe), w powiecie chełmińskim (Kreisletung der NSDAP in Kulm – kierownictwo powiatowe NSDAP w Chełmnie).
W 1945 r. na terenie gminy Robakowo działała organizacja PPS, która liczyła ok. 16 członków.
W 1948 r. na terenie gminy Robakowo działała organizacja PPR, której liczba członków oscylować miała ok. 150 członków (w tym 49 – 58 członkiń). W tym samym czasie w uruchomiono na terenie wsi bibliotekę gminną.

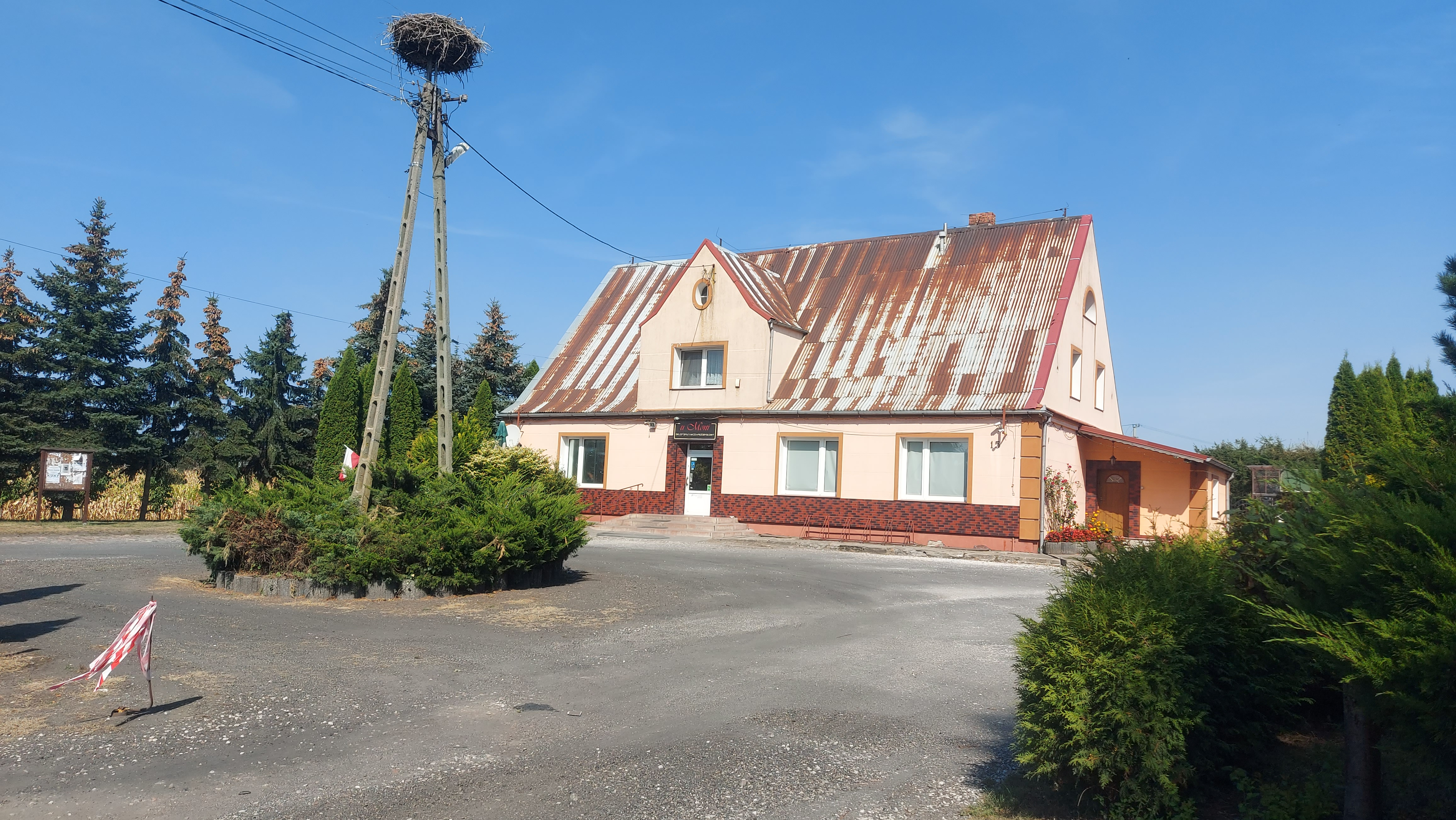
Dawny bar „Samopomocy Chłopskiej” w Robakowie. Obecnie sklep wiejski

W latach 60. XX w. wzniesiono we wsi punkt weterynaryjny. Przychodnia weterynaryjna działa do dziś. W tym czasie działała także restauracja utrzymywana i prowadzona przez Spółdzielczość „Samopomocą Chłopską”. W tymże czasie wybudowano drogę o nawierzchni twardej pomiędzy Trzebiełuchem i Robakowem. Inwestycja ta powiązana była z obchodami XX-lecia Polski Ludowej oraz ze zbliżającymi się obchodami Tysiąclecia Państwa Polskiego. Przez propagandę PRLu został ukazane wykorzystane i ukazane jako czyn społeczne związany z odezwą Ogólnopolskiego Komitetu Frontu Jedności Narodu oraz ww. obchodów. Pod koniec lat 60. ukończono budowę remizy strażackiej (dzisiaj OSP w Robakowie).
W ramach projektu Szkół-Pomników Tysiąclecia (budowane ze środków Społecznego Funduszu Budowy Szkół i Internatów – SFBSiI) w latach 60. XX w. szkoła w Robakowie został rozbudowana. W 1957 r. na terenie wsi powstała Szkoła Przysposobienia Rolniczego (SPR). W pierwszym dwudziestoleciu PRL-u na terenie wsi powstał Wiejski Klub Oświaty i Kultury.

## Dworek
Obecny dworek w Robakowie został wzniesiony w XIX w. Według tablicy informacyjnej wzniesiono go ok. roku 1830.
Za dworkiem leży park wraz z przylegającym Jeziorem Robakowskim (dawna własność dworu). Rosnąć w nim ma cenny starodrzew, którego niektóre z okazów mają mieć charakter pomnikowy. Dworek na przełomie XIX i XX wieku został powiększony o trzy przybudówki.
Nad wejściem znajduje się rzeźbiony medalion stiukowy z podobizną Samsona pomiędzy lwami oraz z winną latoroślą.
W czasach II Rzeczypospolitej i Polskiej Rzeczypospolitej Ludowej mieścił się w nim urząd gminy i gromady. Obecnie znajduje się w nim ośrodek zdrowia.

## Osoby związane ze wsią
- Konrad z Robakowa – postać legendarna, miał prowadzić chorągiew ziemi chełmińskiej. Miał wraz z Mikołajem z Ryńska i innymi zostać ścięty, na rozkaz wielkiego mistrza Heinricha von Plauena, na grudziądzkim rynku w 1411 roku[26]. Ma to być postać pojawiająca się w Rocznikach, czyli kronikach sławnego Królestwa Polskiego Jana Długosza, którą autor określa jako Konrad z Repkowa/Replowa[27].
- Franciszek Antoni Zieliński – polski generał brygady[28].